# Mary Pearceyová
Mary Pearceyová (1866 – 23. prosince 1890) byla anglická vražedkyně. Jejími oběťmi byly manželka bývalého milence Pearceyové, Phoebe Hoggová a její dcera, která se rovněž jmenovala Phoebe. Svůj čin spáchala 24. října 1890 a 23. prosince téhož roku za něj byla popravena. Její zločin je někdy zmiňován v souvislosti s Jackem Rozparovačem a Mary Pearceyová bývá zmiňována jako jedna z možných pachatelek těchto zločinů.

## Životopis
Mary Pearceyová se narodila jako Mary Eleanor Wheelerová, zřejmě v roce 1866.
Někdy se mylně uvádí, že její otec, Thomas Wheeler, byl oběšen za vraždu, historička Sarah Beth Hoptonová se ale domnívá, že jde o omyl novinářů a že mezi těmito osobami není žádná spojitost.
Používala jméno Pearceová podle Johna Charlese Pearceyho, tesaře, s nímž žila. Když ji ale pro nevěru opustil, začala žít se stěhovákem Frankem Hoggem, který měl ale další milenku, Phoebe Stylesovou. Stylesová otěhotněla, Hogg se s ní se souhlasem Perceyové oženil a manželé se přestěhovali do Kentish Town v Londýně. Stylesová porodila dceru, která se rovněž jmenovala Phoebe.

## Vražda
24. října 1890 přišla Hoggová s dítětem k Pearceyové na návštěvu. Sousedé kolem čtvrté hodiny slyšeli křik. Večer bylo na kupě odpadků v Hampsteadu nalezeno tělo Hoggové s rozbitou lebkou a téměř uřezanou hlavou, asi o jeden a půl kilometru dále se našel zkrvavený černý kočárek, ve Finchley se později našlo udušené osmnáctiměsíční dítě. Těla byla identifikována jako pozůstatky Phoebe Hoggové a její dcery.
Když policie prohledala byt Pearceyové, našla skvrny od krve na zdech, na stropě, na její sukni a zástěře a dalších věcech, a také zkrvavený pohrabáč a kuchyňský nůž. Pearceyová tvrdila, že se snažila zabít myši.
Případ vyvolal obrovskou pozornost tisku, muzeum voskových figurín Madame Tussaud pořídilo její figurínu pro svou síň hrůzy, rovněž zakoupilo kočárek a předměty z kuchyně, v níž došlo k vraždě. Při prvním vystavování těchto předmětů přišel dav třiceti tisíc lidí. Oprátka, na níž byla Pearceyová oběšena, se vystavuje v muzeu Scotland Yardu.

## Jack Rozparovač
Jako mnoho jiných viktoriánských vrahů byla i Mary Pearceyová podezřelá z vražd, připisovaných Jacku Rozparovači. Byla patrně jedinou ženou, která byla ve své době podezírána. Sir Arthur Conan Doyle, autor povídek o Sherlocku Holmesovi, vyslovil domněnku, že by vrahem mohla být žena – ženy mohly vydávat za porodní báby a tak se mohly objevit na veřejnosti ve zkrvaveném oděvu, aniž by vzbudily podezření. Tuto teorii rozvinul v roce 1939 William Stewart v knize Jack the Ripper: A New Theory, kde je už výslovně jmenována Pearceyová. Důkazy jsou ale pouze nepřímé, neexistuje žádný fyzický důkaz ani očité svědectví, které by Pearceyovou s Rozparovačem spojovaly.
DNA testy z května 2006 ukázaly, že sliny na známkách dopisů, které Jack Rozparovač údajně posílal do londýnských novin, jsou pravděpodobně ženské, což ve světovém tisku opět rozvířilo diskusi o Pearceyové a jejím činu.